# قافلة الأنصار 1
قافلة الأنصار 1 قافلة أردنية لكسر حصار غزة حاولت العبور من العقبة إلى نويبع عن طريق عبارة لشركة الجسر العربي في يوليو 2010 فأمرت بمنعها الخارجية المصرية عن دخول مصر. رئيسها د\ عبد الفتاح الكيلاني وعدد أعضائها 138.